# Utah Data Center

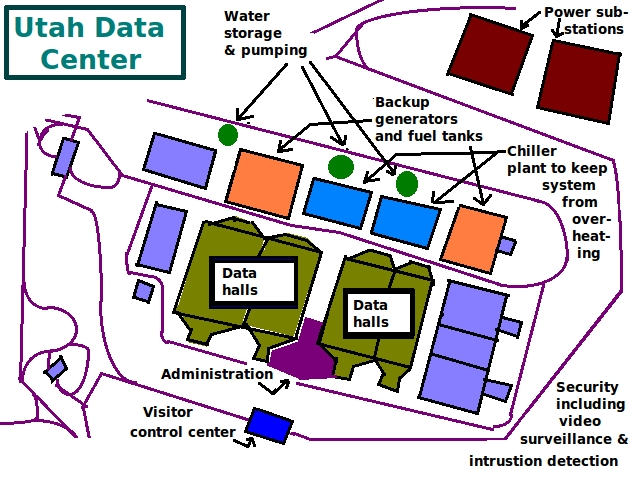
Utah Data Center kommer att samla in information från satelliter och undervattenskablar i oceanerna. Analytiker kommer att analysera och informationen kommer att lagras i syfte att kunna upptäcka potentiella risker mot den nationella säkerheten.

The Community Comprehensive National Cybersecurity Initiative Data Center, också känt som Utah Data Center, är en dataanläggning som är under uppbyggnad för USA:s säkerhetsmyndighet, National Security Agency, och för dess Director of National Intelligence. Anläggningen designas för att kunna bli en lagringsplats för stora informationsmängder i yottabytes-klassen (yottabytes = 10 upphöjt till 24 bytes). 